# Catuense Futebol S/A
A Catuense Futebol S/A é um clube de futebol brasileiro com sede na cidade de Catu, no estado da Bahia. Suas cores são o amarelo, vermelho e preto, em homenagem à cidade. O clube foi grande destaque baiano nos anos 80 e 90, nessas décadas, conseguiu bons resultados em campeonatos nacionais e revelou grandes jogadores, além disso, se tornou um dos maiores clubes do interior da Bahia.
A Catuense foi um grande clube baiano em anos anteriores, porém, mesmo assim, venceu apenas um título dês de sua fundação. Teve participações na Série C, Série B e no Campeonato Brasileiro Série A, além dessas participações, ainda esteve na Copa do Brasil de 2004 onde foi eliminado logo na primeira fase pelo Atlético Mineiro.
Chegou a final do Campeonato Baiano em 4 oportunidades, sem nunca ter vencido nenhuma. Também, chegou a final da Segunda Divisão do Campeonato Baiano em 2013, mas perdeu para o Galícia.
A Catuense também foi responsável por revelar grandes jogadores brasileiros como Vandick que teve destaque nacional no início dos anos 2000 jogando pelo Paysandu e Bobô, considerado o maior jogador da história do Bahia, venceu o Campeonato Brasileiro de 1988.
O clube teve 19 participações em campeonatos nacionais, uma na Copa do Brasil, uma no Campeonato Brasileiro, oito na Série B e nove na Série C. Em sua única participação na primeira divisão do Campeonato Brasileiro, ele ficou na 40° posição, já na Série B e Série C, sua melhor participação em ambas as divisões foram um 4° lugar. Participou também da Copa do Brasil em uma única edição onde não passou da primeira fase quando venceu o Atlético Mineiro no jogo de ida por 4-2 mas no jogo de volta foi goleado por 5-1.
O maior rival do clube é o Atlético de Alagoinhas com quem faz o Clássico da Laranja. Também teve "rivalidade" com alguns outros times da capital baiana e com outros times do interior do estado.
Mesmo com tantos vice-campeonatos, a Catuense conseguiu vencer o seu primeiro e até então único título, a Taça Estado da Bahia de 2001 onde enfrentou o Vitória e venceu em decisão com jogo de ida e jogo de volta.
Atualmente, a Catuense foca nas divisões de base do clube e não joga nenhum torneio profissional.

## História
Fundado em 1 de janeiro de 1974 por Antônio Pena, Dagmar Gomes da Silva, Raimundo Stélio, Gerson Santos, José Joaquim, Edmilton Galisa, José Luiz, Ademir Brito, Jucundino Freire e Eliseu Costa.
Liderados por Antonio Pena, ex-prefeito de Catu, em 1974 um grupo de empresários e funcionários da antiga empresa Catuense Transportes Rodoviários decidem fundar um clube de futebol, a Associação Desportiva Catuense, que antes disso já havia sido chamado de Catu Atlético Clube, sem imaginar eles, que esse time conseguiria se formar uma das maiores forças do futebol baiano. Começou disputando torneiros amadores na cidade de Alagoinhas, onde a ideia do time surgiu, e o nome Catuense foi escolhido por Antônio Pena que antes já havia sido conselheiro no Alagoinhas Atlético Clube e no soteropolitano Galícia Esporte Clube, por conta do apreço que ele tem a cidade de Catu que fica a 30 KM de Alagoinhas.
Sagrou-se campeão no primeiro ano disputando o campeonato de amadores de Alagoinhas, voltando a ser campeão em 1976 e vice em 1975 e 1978. Em 1980 a Catuense foi convidada pela Federação Bahiana de Futebol a disputar o torneio de acesso à divisão especial do futebol profissional, onde acabou se sagrando campeã e ganhando o direito de jogar no Campeonato Baiano de Futebol da primeira divisão de 1981, onde a Catuense teve uma estréia sensacional chegando a 3ª colocação geral e conquistando o título de campeã do interior, assim conquistando uma das vagas na Taça de Prata (Campeonato Nacional Brasileiro da época) no ano de 1982 onde teve participações das mais dignas. Anos depois, a Catuense foi a final do Campeonato Baiano de Futebol de 1983, mas ficou com o vice-campeonato sendo desbancada pelo Bahia. Depois disso a Catuense voltou a ser vice-campeã em mais 3 oportunidades, em 1986, 1987 e 2003.
Em 2001, mudou de nome para Catuense Futebol S/A, no mesmo ano conquistou a Taça Estado da Bahia e em 2004 conquistou o Campeonato do Interior da Bahia, em cima do Atlético de Alagoinhas.
Em 2013 a Catuense conquistou o acesso ao Campeonato Baiano.
Em 2015 foi rebaixado no Campeonato Baiano.
O clube não disputa uma competição profissional desde 2016, quando disputou a Segunda Divisão do Campeonato Baiano.

### Campeonato Brasileiro (Série A) e Copa do Brasil.
No ano de 1984 a Catuense disputava pela primeira vez o Campeonato Brasileiro de Futebol. A equipe caiu no Grupo D, que tinha o Santo André, Grêmio, Náutico Capibaribe e Coritiba. Acabou sendo eliminado sem vencer nenhum jogo.[carece de fontes?]
Em 2004, disputou a Copa do Brasil de Futebol pela primeira vez. Enfrentou logo na primeira fase o Atlético Mineiro. No primeiro jogo, a Catuense surpreendeu vencendo por 4 a 2, no Penão, mas acabou sendo eliminado no Mineirão por 5 a 1. Em 2005 cedeu a vaga para o Bahia, que acabou sendo eliminado pelo Grêmio na primeira fase.

### Campeonato Brasileiro - Série B e C.
Pelas divisões inferiores, jogou no Campeonato Brasileiro de Futebol - Série B de 1982, 1985, 1986, 1987 (Não é oficial), 1988, 1989,1990 e 1991. Esteve perto da Série A em 1989 e 1990. O time de Antônio Pena ficou na 4ª colocação em ambos os anos.[carece de fontes?]
Pelo Campeonato Brasileiro de Futebol - Série C, disputou por oito vezes o campeonato (1987, 1992, 1994, 1996, 1997, 1998, 2001 e 2003).[carece de fontes?]

### Jogadores revelados e passados pelo clube.
A Catuense revelou grandes jogadores como Bobô, Vandick, Naldinho, Zanata, Luiz Henrique e Renna. Além de outros que passaram como Dendê, Roberto Nascimento, Djalma Cavalcante, Hilário, Tiago Nascimento, dentre outros.[carece de fontes?]

## Clássico da Laranja
O clássico entre Catuense e Atlético de Alagoinhas é chamado do Clássico da laranja, pois no inicio dos anos 80 e 90 a Catuense usava a cidade de Alagoinhas como sua casa, mandando seus jogos no Carneirão e nessa época a cidade era a maior produtora de laranja do Estado. O último confronto entre os dois times foi em 2016 pelo campeonato baiano da segunda divisão onde o Carcará venceu por 1 a 0.[carece de fontes?]

## Títulos
| ESTADUAIS | ESTADUAIS            | ESTADUAIS | ESTADUAIS  | ESTADUAIS |
|           | Competição           | Títulos   | Temporadas |           |
| --------- | -------------------- | --------- | ---------- | --------- |
|           | Taça Estado da Bahia | 1         | 2001       |           |

## Estatísticas

### Participações
| Competição | Competição            | Temporadas | Melhor campanha           | Estreia | Última | P | R |
| Bahia      | Campeonato Baiano     | 26         | Vice-campeão (4 vezes)    | 1981    | 2015   |   | 3 |
| Bahia      | Segunda Divisão       | 6          | Vice-campeão (2013)       | 1999    | 2016   | 2 | 1 |
| Brasil     | Campeonato Brasileiro | 1          | 40º colocado (1984)       | 1984    | 1984   |   | – |
| Brasil     | Série B               | 8          | 4º colocado (1989 e 1990) | 1982    | 1991   | – | – |
| Brasil     | Série C               | 9          | 4º colocado (1994)        | 1992    | 2004   | – | – |
| Brasil     | Copa do Brasil        | 1          | 1ª fase (2004)            | 2004    | 2004   |   |   |